# Клерк (лунный кратер)
Кратер Клерк (лат. Clerke) — маленький ударный кратер в восточной части Моря Ясности на видимой стороне Луны. Название присвоено в честь английского астронома Агнесс Мэри Клерк (1842—1907) и утверждено Международным астрономическим союзом в 1973 г.

## Описание кратера

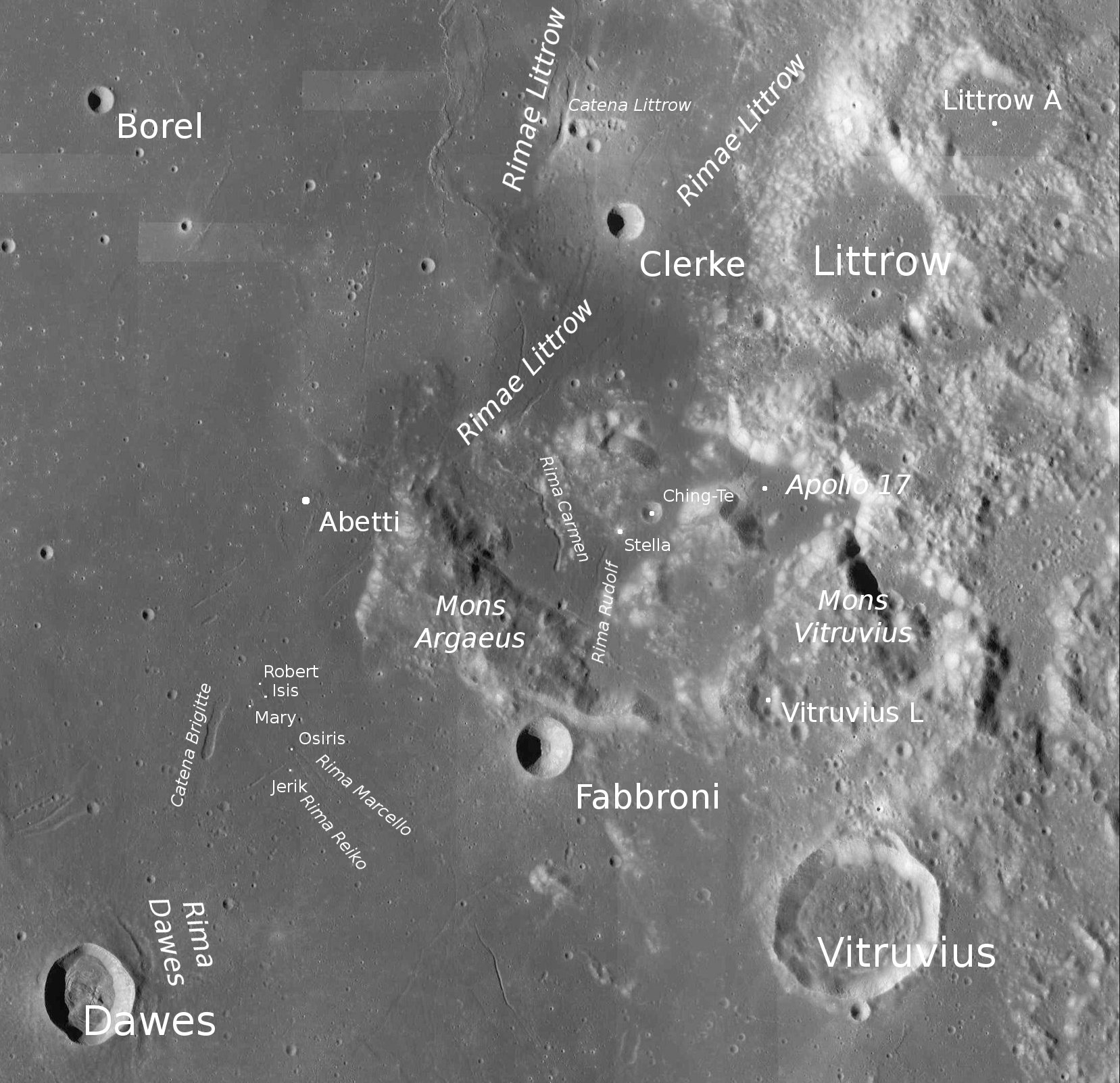
Окрестности кратера Клерк. Снимок зонда Lunar Reconnaissance Orbiter.

Ближайшими соседями кратера Клерк являются кратер Борель на западе; кратер Лемонье на севере; кратер Литтров на востоке; кратер Чин-Те на юге и кратер Абетти на юго-западе. Кратер Клерк окружен бороздами Литтрова; на севере-северо-западе от кратера расположены гряды Альдрованда; на севере - цепочка кратеров Литтрова; на востоке Залив Любви; на юге-юго-востоке пик Витрувия; на юге борозда Кармен и пик Аргея; на западе гряды Листера и гряды Смирнова. Селенографические координаты центра кратера 21°41′ с. ш. 29°48′ в. д. / 21,68° с. ш. 29,8° в. д., диаметр 6,7 км, глубина 1,44 км.

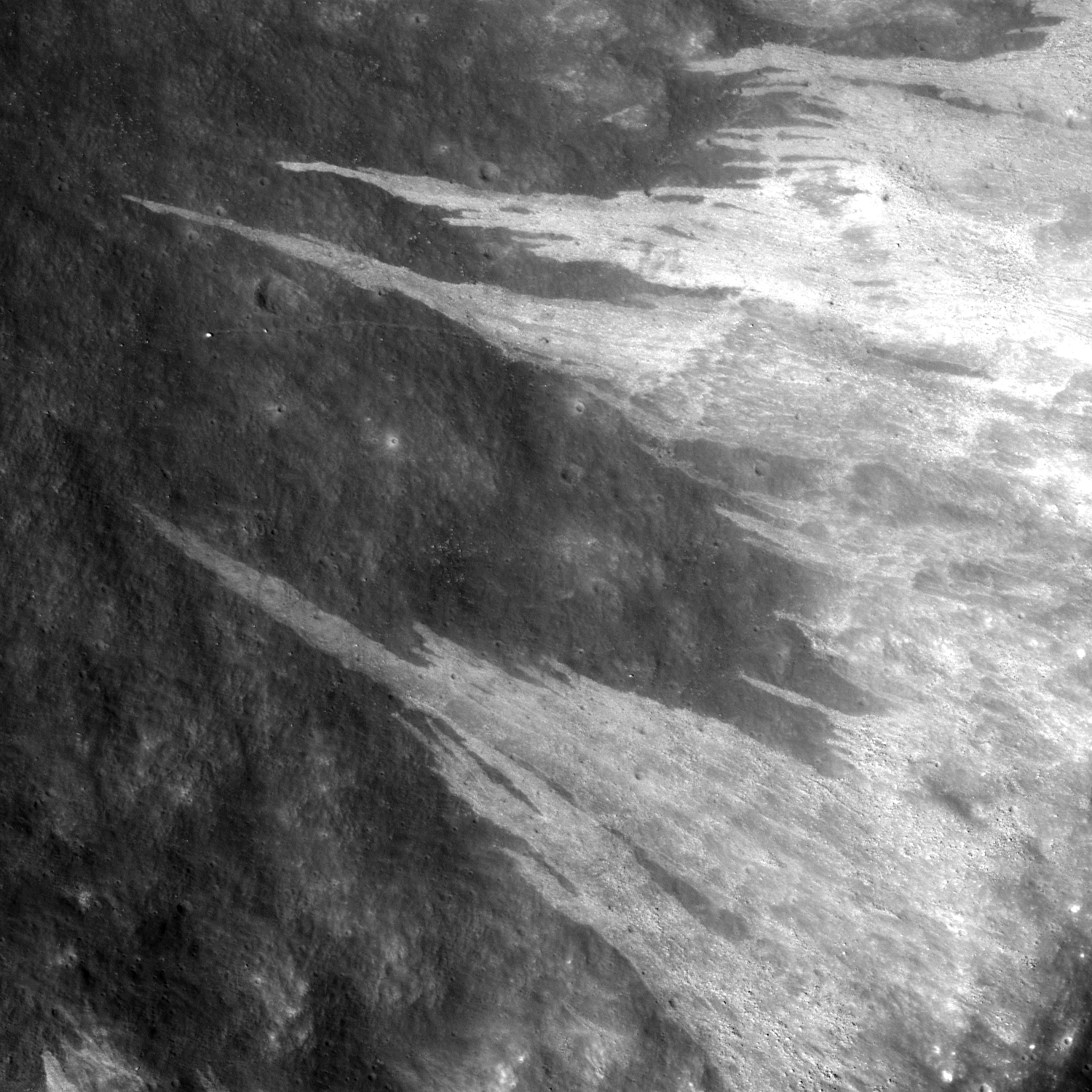
Осыпи гранулированных пород на внутреннем склоне вала кратера Клерк. Снимок Lunar Reconnaissance Orbiter. Ширина снимка 2 км.

Кратер Клерк имеет циркулярную чашеобразную форму и практически не затронут разрушением. Вал с острой кромкой и гладким внутренним склоном. Высота вала над окружающей местностью достигает 220 м, объем кратера составляет приблизительно 9 км3. Чаша имеет сравнительно высокое альбедо, что характерно для молодых кратеров. По морфологическим признакам кратер относится к типу ALC (по названию типичного представителя этого класса — кратера Аль-Баттани C).
Кратер Клерк включен в список кратеров с яркой системой лучей Ассоциации лунной и планетарной астрономии (ALPO).
До получения собственного наименования в 1973 г. кратер имел обозначение Литтров B (в системе обозначений так называемых сателлитных кратеров, расположенных в окрестностях кратера, имеющего собственное наименование).

## Сателлитные кратеры
Отсутствуют.

## Места посадок космических аппаратов
19 декабря 1972 г. приблизительно в 50 км на юго-востоке от кратера Клерк, в точке с селенографическими координатами 20,19° с.ш. 30,77° в.д., совершил посадку лунный модуль «Челленджер» экспедиции Аполлон-17.

## См.также
- Список кратеров на Луне
- Лунный кратер
- Морфологический каталог кратеров Луны
- Планетная номенклатура
- Селенография
- Минералогия Луны
- Геология Луны
- Поздняя тяжёлая бомбардировка